# ناتاشا مايس
ناتاشا مايس هي دراجة بلجيكية، ولدت في 15 مارس 1965 في واترميل بوآتسفور ‏ في بلجيكا.

## وصلات خارجية
- نتاشا مايس على موقع أرشيف الدراجات (الإنجليزية)
- نتاشا مايس على موقع إحصائيات الدراجات الإحترافية (الإنجليزية)
- نتاشا مايس على موقع نسبة الدراجات (الإنجليزية)